# Lijst van burgemeesters van Werkendam
Dit is een lijst van burgemeesters van de voormalige Nederlandse gemeente Werkendam in de provincie Noord-Brabant.
| Ambtsperiode | Naam burgemeester                               | Partij of stroming | Bijzonderheden                                                                           |
| ------------ | ----------------------------------------------- | ------------------ | ---------------------------------------------------------------------------------------- |
| 1810 - 1820  | Gerard van Houweninge                           |                    |                                                                                          |
| 1821 - 1829  | A.G. Brocx                                      |                    |                                                                                          |
| 1829 - 1839  | Gerard van Houweninge                           |                    | Werkendam, 6 januari 1762 - aldaar 31 december 1850                                      |
| 1839 - 1858  | B. Verheij van den Boogaard                     |                    |                                                                                          |
| 1858 - 1859  | H.F. van der Elst                               |                    | overleden 6 oktober 1859                                                                 |
| 1859 - 1862  | J.G. de Groot Schimmel                          |                    |                                                                                          |
| 1862 - 1894  | Jacobus Johannes van Tienhoven van den Boogaard |                    |                                                                                          |
| 1894 - 1896  | J. Verhagen                                     |                    |                                                                                          |
| 1896 - 1903  | F.B.J. van Es                                   |                    |                                                                                          |
| 1903 - 1910  | H. Gay                                          |                    |                                                                                          |
| 1910 - 1914  | H.J. Groote Balderhaar ten Velde                |                    | aansluitend burgemeester van Genemuiden                                                  |
| 1915 - 1923  | Arie Sigmond                                    |                    | tevens burgemeester van De Werken en Sleeuwijk (1913-1923); 5 augustus 1877 - 3 mei 1923 |
| 1923 - 1939  | Willem Beukenkamp                               |                    | tevens burgemeester van De Werken en Sleeuwijk                                           |
| 1940 - 1943  | J. de Bruijne                                   | ARP                | tevens burgemeester van De Werken en Sleeuwijk                                           |
| 1943 - 1945  | Nicolaas (N.J.M.) van Dulst                     | NSB                | tevens burgemeester van De Werken en Sleeuwijk                                           |
| 1945 - 1962  | J. de Bruijne                                   | ARP                | tevens burgemeester van De Werken en Sleeuwijk (1946-1950)                               |
| 1963 - 1975  | G.A. Bax                                        |                    |                                                                                          |
| 1975 - 1982  | C.D. van Oosten                                 | ARP                |                                                                                          |
| 1982 - 1997  | Henk Dorland                                    | CDA                |                                                                                          |
| 1997 - 2009  | Henk (H.A.G.) Hellegers                         | PvdA               |                                                                                          |
| 2009         | Hans (J.A.M) van Agt                            | CDA                | waarnemend                                                                               |
| 2009 - 2014  | Carla (C.G.J.) Breuer                           | CDA                |                                                                                          |
| 2014 - 2016  | Sjoukje Haasjes-van den Berg                    | VVD                | waarnemend                                                                               |
| 2016 - 2018  | Yves (Y.C.M.G.) de Boer                         | VVD                | waarnemend                                                                               |